# Цыбиков, Гомбожаб Цэбекович

Памятник Гомбожабу Цыбикову в Агинском

Гомбожа́б Цэ́бекович Цы́биков (бур. Сэбэгэй Гомбожаб, монг. Цэвэгийн Гомбожав, другие варианты) (20 апреля (?) 1873, Урда-Ага, Забайкальская область — 20 сентября 1930, Агинское, Бурят-Монгольская АССР, ныне Забайкальский край) — российский путешественник-исследователь, этнограф, востоковед (тибетолог и монголист), буддолог, государственный деятель и деятель образования Российской империи, ДВР, СССР и МНР, переводчик, профессор ряда университетов.
Прославился как первый известный фотограф Лхасы и Центрального Тибета, и как автор описания путешествия в Тибет (1899—1902), переведённого на ряд языков мира.

## Биография

### Происхождение
Родился в традиционно буддийской семье. По месту происхождения его семья принадлежит к агинским бурятам, согласно родоплеменному делению относится к хори-бурятам, а именно — к роду кубдут, роду нохой кубдут (т.ж. нохай хүбдүд, нохай хүбдүд).

### Образование
Отец Гомбожаба, Цэбэк Монтуев, самостоятельно изучал русский язык и избирался земляками на общественные должности. Изначально он думал дать сыну буддийское монастырское образование, но отправил его на учёбу в Агинское приходское училище, где преподавателем мальчика стал видный просветитель Буда Рабданов. Затем Гомбожаб поступил в Читинскую гимназию, которую окончил с серебряной медалью. В гимназии он был награждён стипендией имени А. Н. Корфа. К окончанию учёбы, решением педагогического совета на основании 5-го пункта стипендии от 2 июля 1893 года, он был признан достойным продолжить своё образование в Императорском Томском университете, где по собственному выбору поступил на медицинский факультет, один из пяти лучших центров медицинского образования России того времени.
В Томске оказался проездом известный врач и политик Пётр Бадмаев, который уговорил студента бросить медицину и заняться востоковедением. Гомбожаб согласился и уехал в Ургу, где в созданной Бадмаевым школе для бурят изучал китайский, монгольский и маньчжурский языки для подготовки к поступлению в Санкт-Петербургский университет.
В 1895 году Цыбиков поступает на Восточный факультет Санкт-Петербургского университета на стипендию Петра Бадмаева. Среди его преподавателей был известный востоковед А. М. Позднеев. В дальнейшем Бадмаев получает указание обратить своих стипендиатов в православие. Цыбиков сохраняет приверженность буддизму и теряет стипендию, но продолжает учёбу, благодаря поддержке земляков. В 1899 году он оканчивает университет с золотой медалью и дипломом первой степени.
В 1897 году Цыбиков принял участие в работе Комиссии Куломзина по исследованию землепользования и землевладения в Забайкальской области. Это было его первое исследование. Полевые наблюдения и собранные материалы вышли в числе Материалов комиссии в 1898 году.

### Путешествие в Тибет (1899—1902)

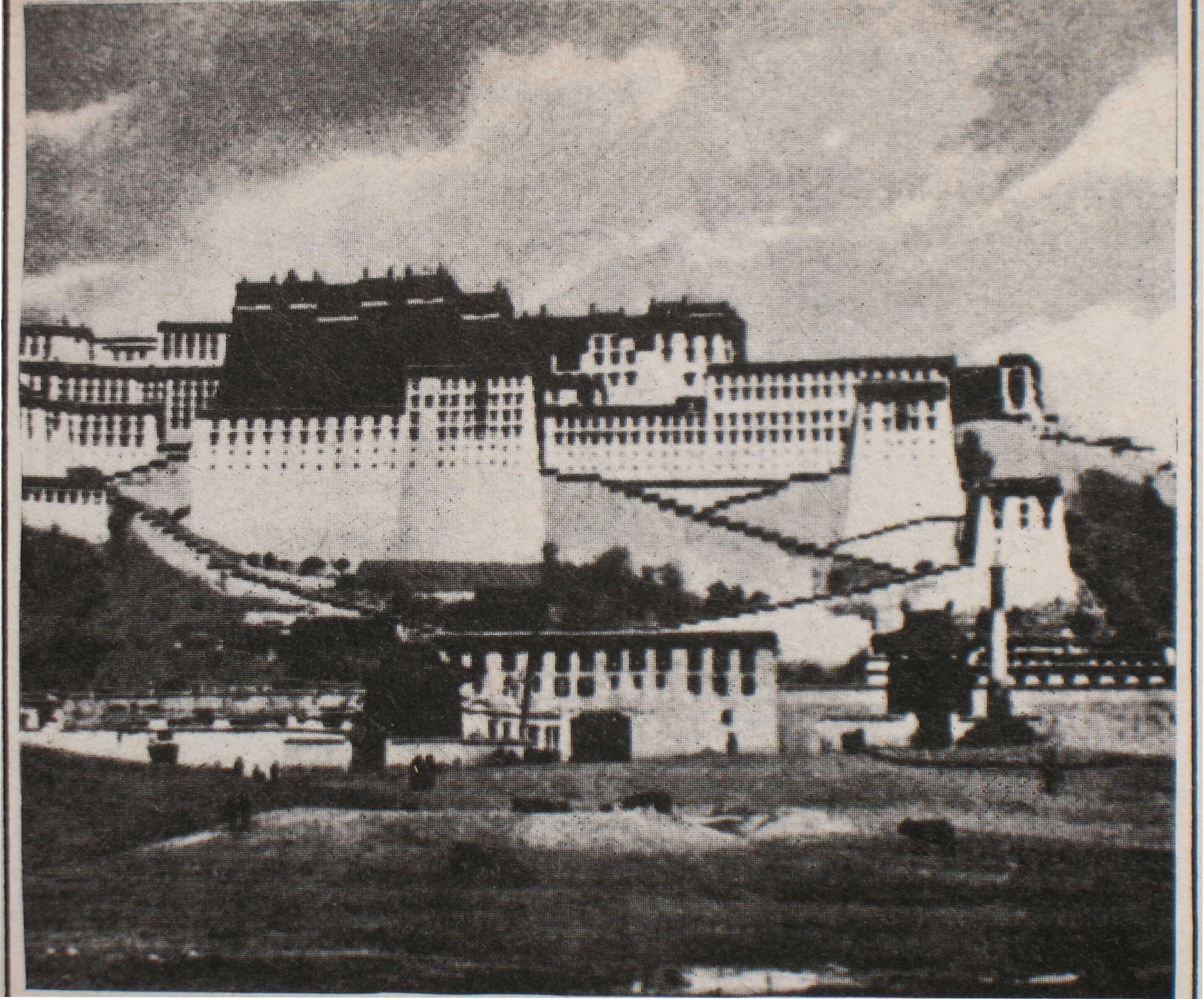
Одна из первых в мире фотографий дворца Потала в Лхасе. 1901 год

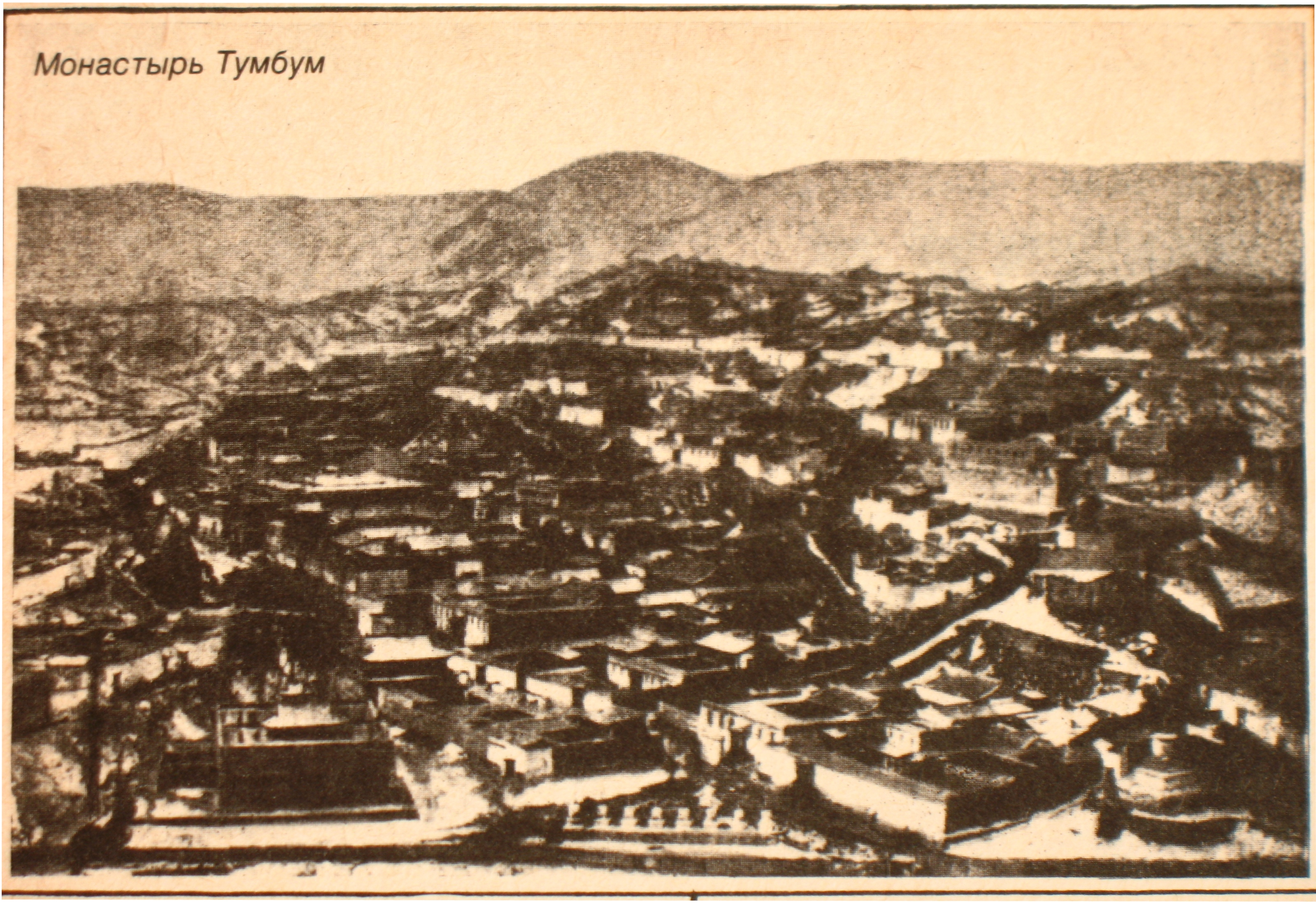
Буддийский монастырь Тумбум в Монголии. 1900 год

В ходе «Большой Игры» Российская империя вышла на рубежи Тибета. Были организованы исследовательские экспедиции в эту страну, в первую очередь Н. М. Пржевальского, но они не достигли Центрального Тибета и Лхасы. Опираясь на опыт индийских «пандитов» — британских агентов и исследователей, Санкт-Петербургская академия наук и Министерство иностранных дел обратили внимание на обычай паломничества бурят и калмыков в Тибет. Цыбиков отправился в путешествие, длившееся с 1899 по 1902 год, в группе паломников, с тщательно спрятанным исследовательским оборудованием. Собственно в Тибете исследователь провёл 888 дней. Большую часть этого срока (с 1900 по 1901 год) Цыбиков находился в столице страны Лхасе и окрестных монастырях, где сделал ряд уникальных фотографий (всего за путешествие — ок. 200) и удостоился аудиенции Далай-ламы XIII, носившей, однако, формальный характер.
Проникновение в Тибет для иностранцев (не из Китая и Монголии) было запрещено. Нарушение запрета могло караться смертью. До Цыбикова такие путешественники, как Н. М. Пржевальский, потерпели неудачу в своей попытке пройти до тибетской столицы.
Фотосъёмка и ведение дневника производилось Цыбиковым тайком, под угрозой быть обнаруженным. Интересно, что фотографирование (через прорезь молитвенной буддистской мельницы) он скрывал и от второго российского исследователя, приехавшего в Лхасу в конце 1900 года в свите Агвана Доржиева, калмыка Овше Норзунова, который также делал фотографии.

### Научная деятельность в 1902—1917 годах
В 1905 году Цыбиков и Далай-лама XIII встретились снова, на этот раз в столице Монголии, где глава Тибета встречался с российскими политиками и учёными в период оккупации Тибета британскими войсками. Здесь Цыбиков выступил в качестве переводчика между представителями России и тибетской стороны.
После своего путешествия Цыбиков посвящает себя преподавательской деятельности и проекту перевода фундаментального труда «Ламрим» тибетского учёного Цонкапы (Цзонхавы).
Созданный в 1899 году Восточный институт во Владивостоке возглавил доктор монгольской и калмыцкой словесности А. М. Позднеев, создав из сравнительно молодых выпускников Санкт-Петербургского университета первый центр практического востоковедения в России. «Не имея ни проверенных опытом планов, ни испытанных программ своего преподавания», преподавателям пришлось самостоятельно разрабатывать методику обучения, писать учебные пособия, поскольку их попросту не существовало. Цыбиков был приглашён на кафедру монгольской словесности и возглавлял её с 1906 года до 15 октября 1917 года. Помимо ряда хрестоматийных сборников, учёный выпустил в этот период «Пособие для изучения тибетского языка», где собрал и обобщил материалы по разговорной тибетской речи. Этот учебник выдержал три переиздания и для Российской империи и СССР оставался единственным учебником разговорного тибетского языка, созданным отечественным автором.

### Фотографии Цыбикова

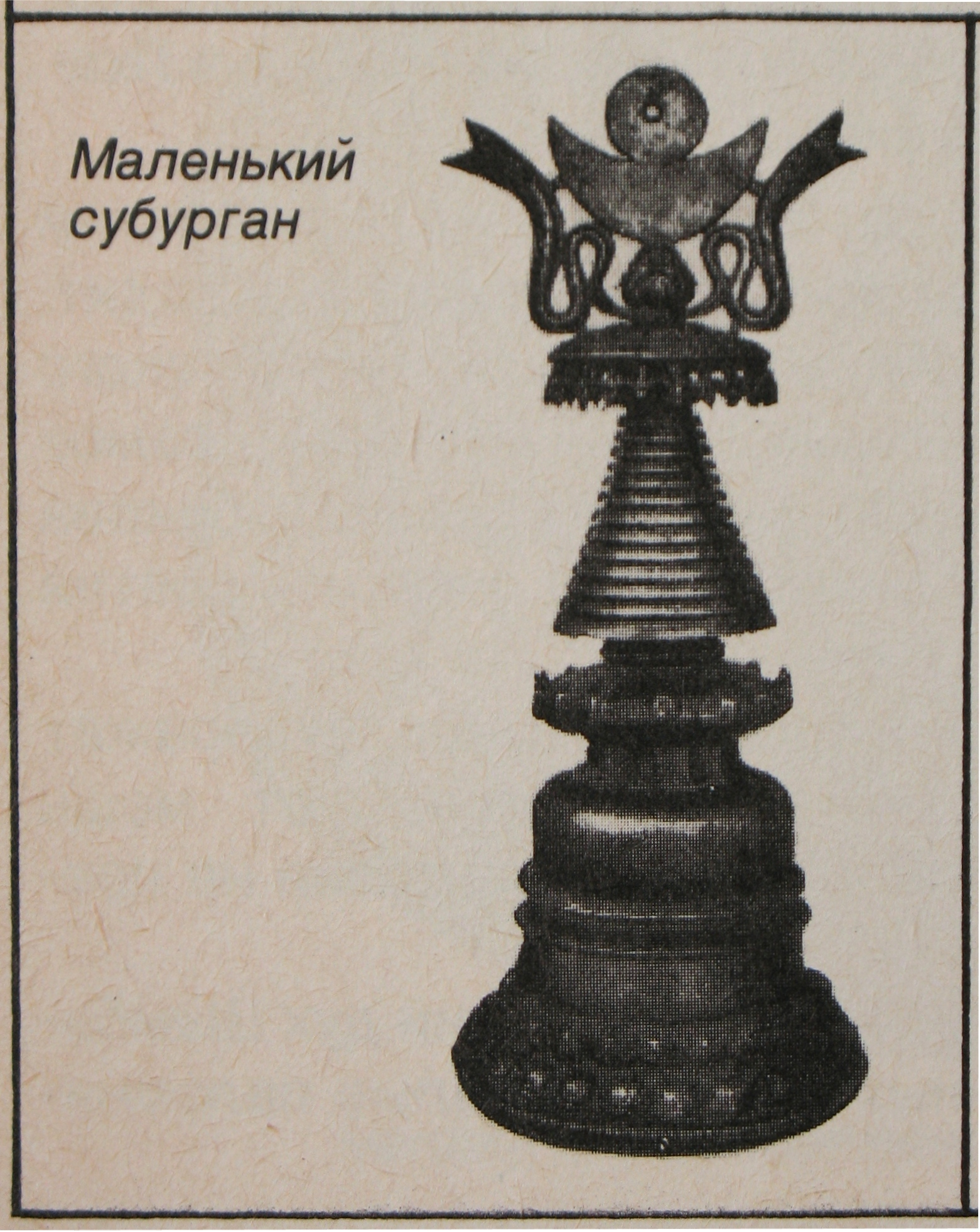
Маленький субурган
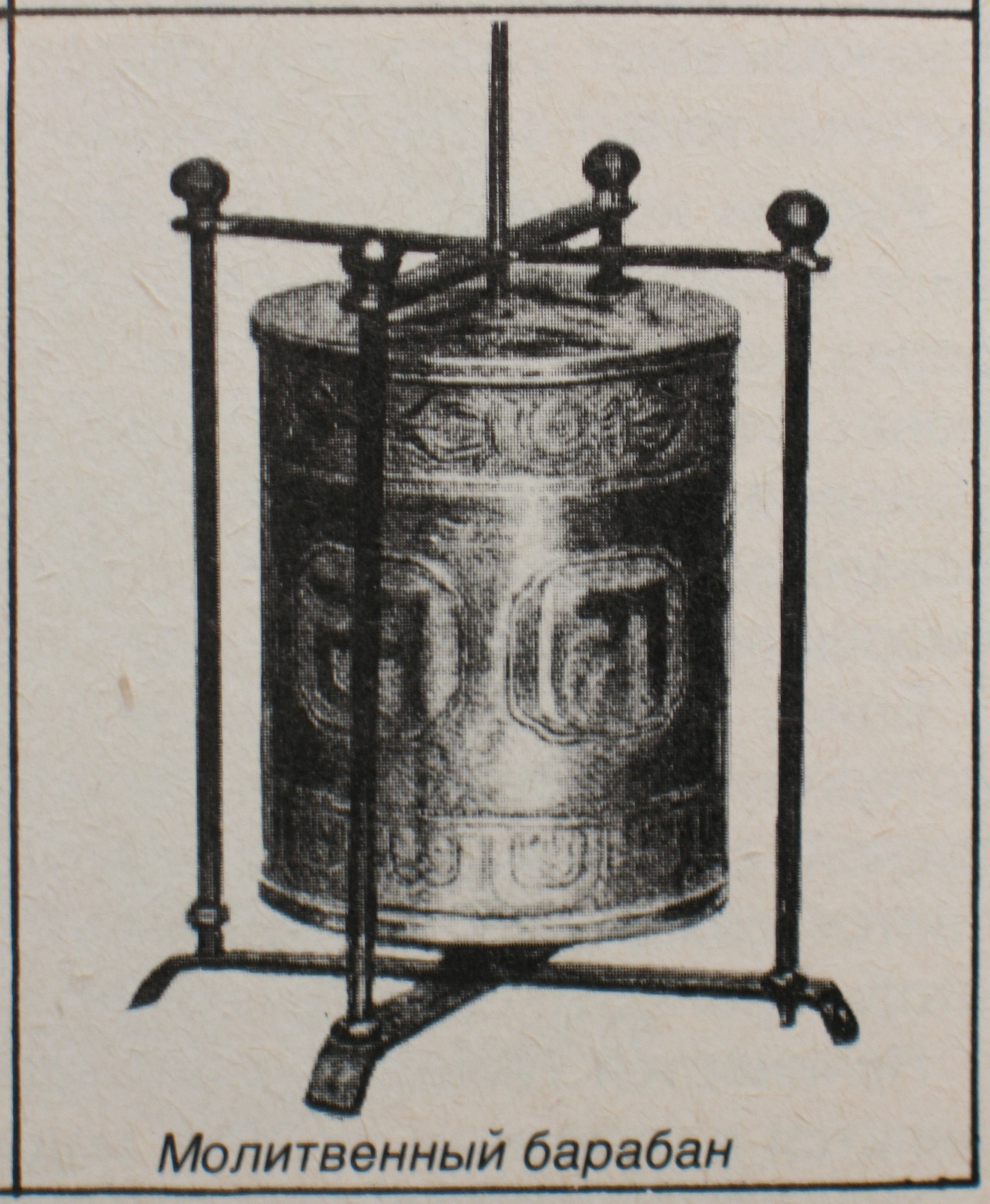
Молитвенный барабан
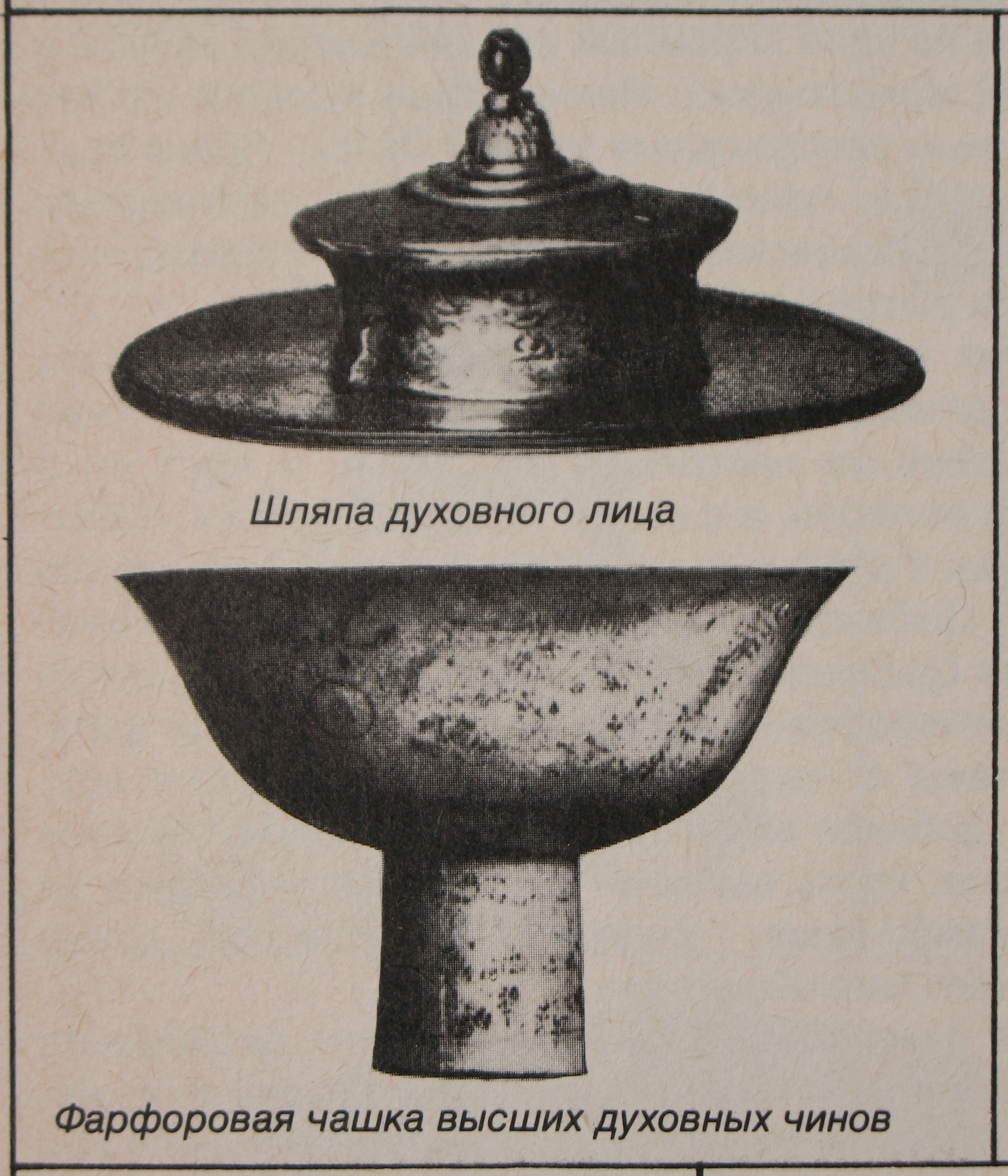
Шляпа и чашка духовного лица
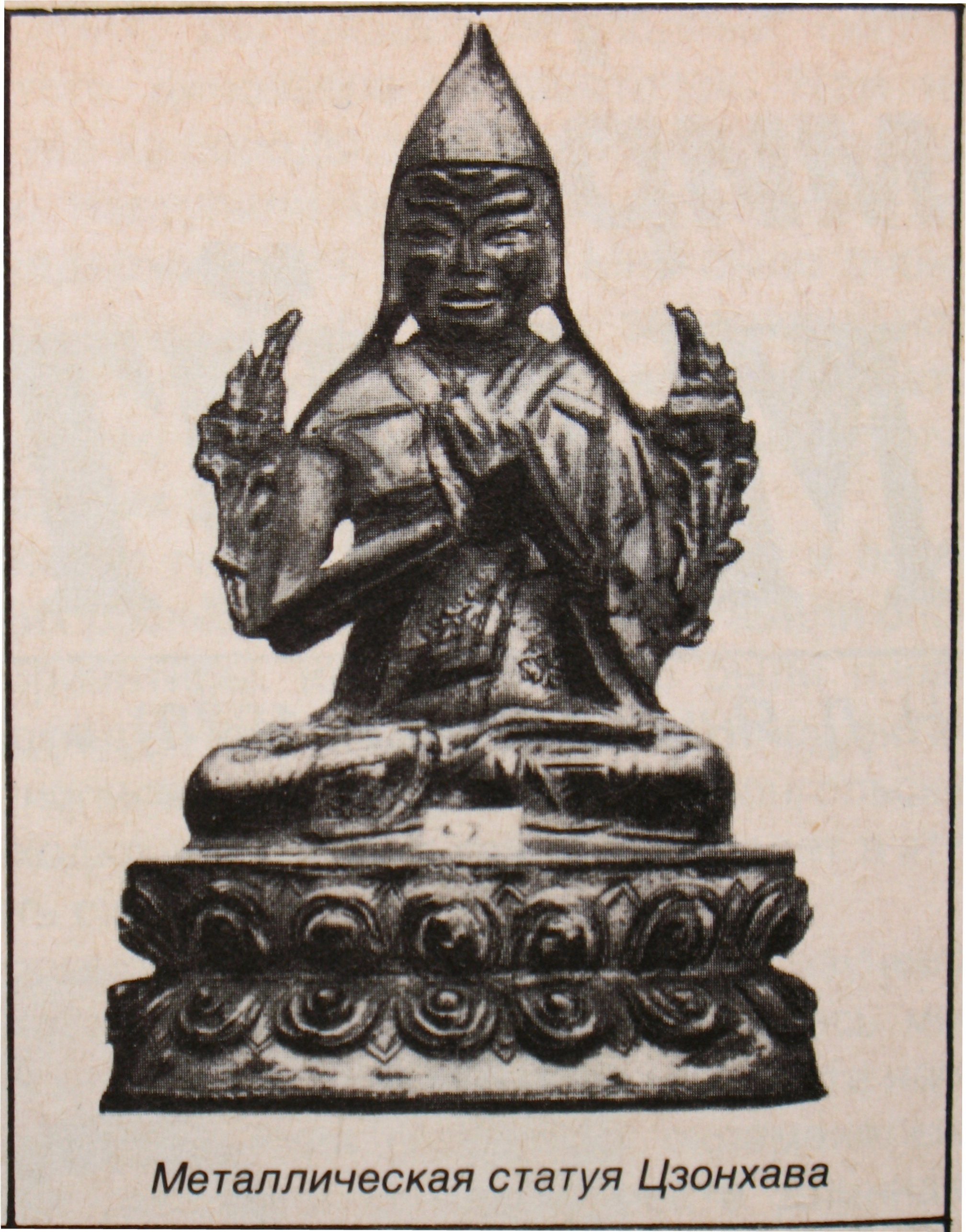
Статуя Цзонхавы
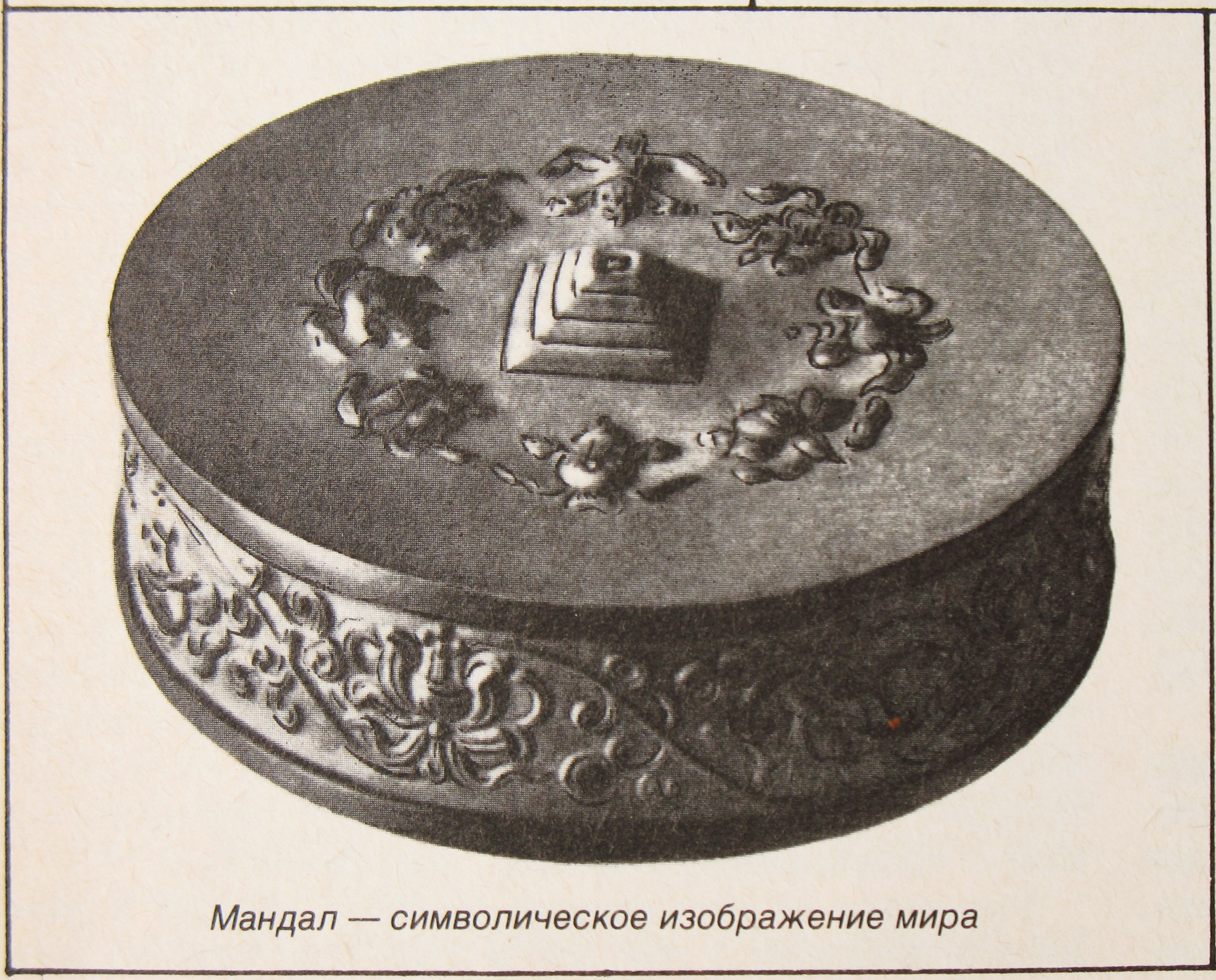
Мандала

### Бурятская автономия иДальневосточная республика
Осенью 1917 года вернулся в Забайкалье. В 1917—1930-х годах деятельность Цыбикова в данных государственных образованиях упоминается как значительная, но не раскрывается в публикациях советского времени.
Известно, что Цыбиков играл значительную роль на Читинском съезде, а также поддерживал ранние инициативы атамана Семёнова (в первую очередь о недопущении расказачивания). Затем сотрудничал с большевиками, участвовал в культурно-национальном строительстве Бурятии, работал в Совете по делам школы, преподавал в Чите и с. Агинское на учительских курсах.
Ближе к концу жизни он отошёл от политической деятельности и успешно занимался собственным скотоводческим хозяйством.

### Создание системы образования в Сибири
В 1920-х годах Цыбиков был одной из важнейших фигур в разработке системы начального, среднего и высшего педагогического и востоковедного образования в Сибири как соучредитель Буручкома и профессор Иркутского государственного университета.
В 1922 году выступил одним из создателей Бурят-Монгольского учёного комитета (Буручкома), учёным секретарём которого был в 1924—1928 годах. Преподавал в Бурятском педагогическом техникуме и Иркутском государственном университете, где читал курс монгольской филологии на бурят-монгольском факультете.
Кроме подготовки педагогических кадров и обсуждения новой для страны концепции всеобщего образования, учитывающего национальную специфику (в том числе собственно графику бурятской письменности), Цыбиков выступил автором ряда учебников бурятского языка.
Важной была командировка Цыбикова от Буручкома в МНР, где кадры, ответственные за образование, также находились перед задачей создания системы всеобщего образования, не имея аналогичного опыта, что отчасти отражено им в дневнике поездки.

### Последний период
Скончался на родине, в больнице. Был похоронен на территории местного буддийского Агинского дацана.

## Награды
- Орден Святой Анны III степени
- Орден Святого Станислава II и III степени
- Премия имени Н. М. Пржевальского Русского географического общества

## Дополнения к биографии

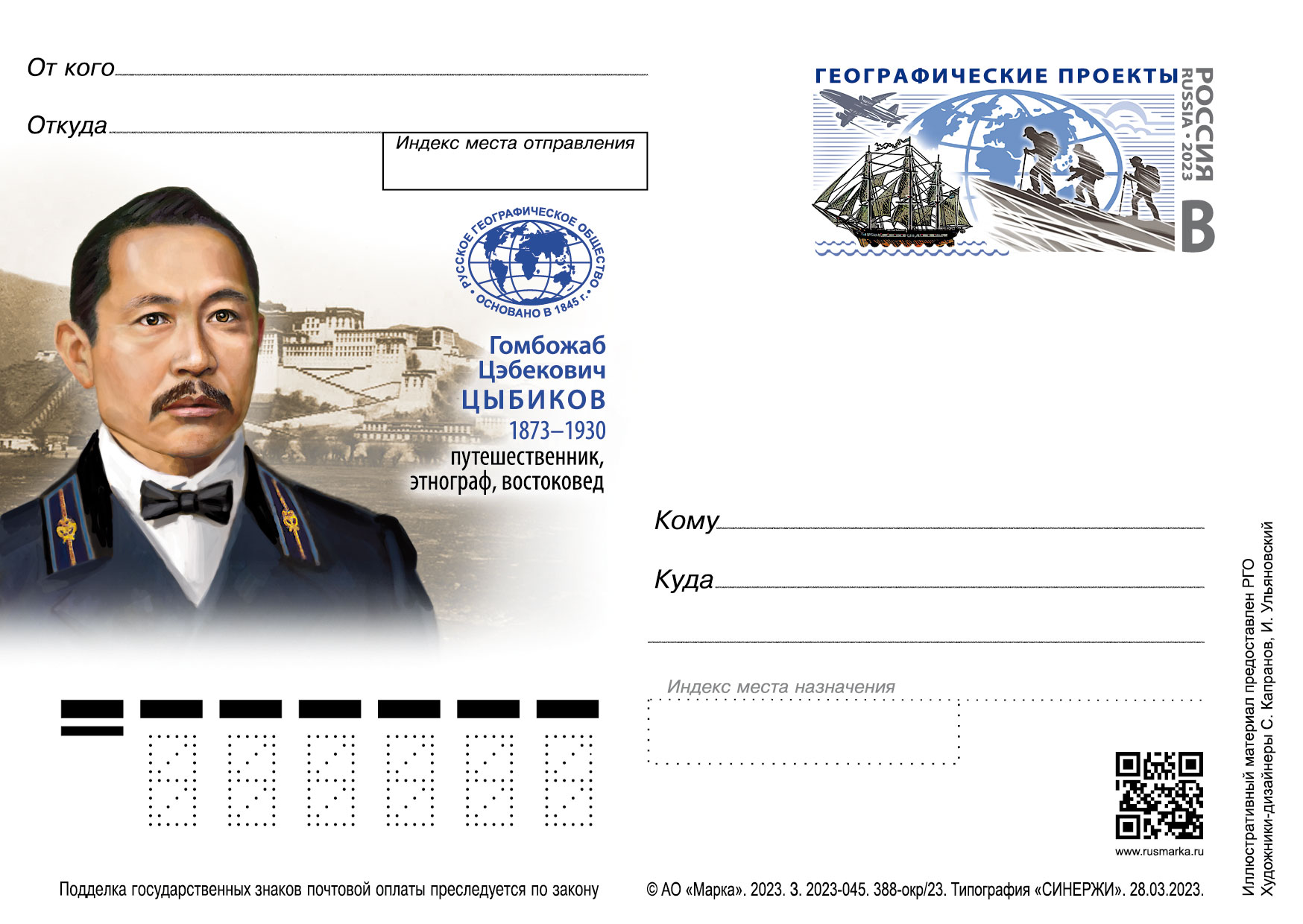
Карточка с оригинальной маркой, посвящённая 150-летию со дня рождения Цыбикова

### Дань памяти
- 1961 год — в посёлке Агинское основан Окружной краеведческий музей им. Цыбикова. Один из залов отведён экспонатам и документам учёного.
- 1971 год — вышла в свет документальная повесть, посвящённая путешествию Цыбикова: Парнов Е. И. «Бронзовая улыбка». (первое изд.: Бронзовая улыбка: Документальная повесть. Молодая гвардия, 1971. Также см. в издании: Собрание сочинений в 10 томах. Том 10. Атлас Гурагона. Бронзовая улыбка. Корона Гимал. Терра — Книжный клуб, 1999 г. Твердый переплёт, 416 с. ISBN 5-300-02424-4, 5-300-01818-X).
- 1973 год — по случаю 100-летия со дня рождения учёного, по инициативе директора краеведческого музея Ж. Д. Доржиева в посёлке Агинское, по адресу Комсомольская, 35 (в сквере средней школы № 2), установлен памятник Цыбикову[6].
- нач. 1990-х (?) — при Институте монголоведения, буддологии и тибетологии СО РАН в Улан-Удэ начинается серия республиканских конференций «Цыбиковские чтения».
- 15 мая 1998 года в Институте монголоведения, буддологии и тибетологии СО РАН открылась VII региональная научная конференция «Цыбиковские чтения» в рамках «Недели востоковедов». В этом году отмечалась 125-летие со дня рождения Цыбикова, 120 лет Б. Барадину, 95 лет Г. Румянцеву, 85 лет М. Хомонову, 70 лет Р. Пубаеву. На пленарном заседании были заслушаны доклады, посвящённые их жизни и деятельности.
- 15—16 мая 2003 года в Институте монголоведения, буддологии и тибетологии СО РАН открылась VIII региональная научная конференция «Цыбиковские чтения», посвященная 130-летию со дня рождения Цыбикова и 100-летию со дня рождения востоковеда Георгия Румянцева.
- 17 апреля 2001 года из Иркутска в Тибет отправилась фотоэкспедиция «От Байкала до Тибета» иркутского спелеолога и фотографа Алексея Шевелёва с задачей «увидеть Тибет таким, каким он стал сто лет спустя после путешествия Цыбикова».
- В честь Цыбикова названы улицы в Улан-Удэ, п.г.т. Агинское, сёлах Алла Курумканского района Бурятии, Урда-Ага Агинского Бурятского АО и др., а также выпущен значок «Выдающийся путешественник Г. Ц. Цыбиков».

### Интересные факты
- История журнала National Geographic как мы его знаем, то есть журнала, где текст второстепенен по отношению к фотографиям, началась с публикаций в январе 1905 года первых в мире фотографий из тибетских путешествий Цыбикова и Овше Норзунова, переданных безвозмездно в неизвестный тогда журнал. Это было первое географическое издание в мире, рискнувшее посвятить «картинкам» целый ряд разворотов. Сделано это было из-за нехватки текстовых материалов, так как журнал находился в тот момент на стадии банкротства, однако впервые принесло изданию успех и широкую популярность. National Geographic как всемирно известный бренд начался именно с этой публикации[7][8].
- Тот факт, что Цыбиков был одним из ряда образованных бурят-хоринцев при строительстве системы образования в Бурятии, возможно, повлиял в дальнейшем на выбор хоринского диалекта в качестве устной основы для создания бурятского литературного языка с использованием кириллической письменности. Однако сам Цыбиков изначально был консервативен в данном вопросе, не желая отказываться от традиционной монгольской письменности (с возможными вариантами) в пользу латинской, которая впоследствии была заменена кириллицей.
- Вскоре после смерти Цыбикова в 1930 году его голова была похищена из погребения. Вина за похищение была, согласно духу времени и прижизненной устной традиции о «голове в форме габалы» (ритуальной чаши, непременного атрибута многих тантрических практик), возложена на буддийское духовенство.

### Версии и догадки
- Визит Цыбикова в Лхасу, возможно, был поддержан Агваном Доржиевым, находившимся тогда при дворе Далай-ламы XIII. Описание путешествия в Тибет не даёт имён никого из ряда монахов Тибета — земляков Цыбикова, оказывавших ему поддержку по прибытии.

### На русском языке
- Цыбиков Г. Ц. Избранные труды. — Новосибирск: Наука, 1981. (Переиздание: Новосибирск: Наука, 1991. ISBN 5-02-029626-0)

1. т.1 Буддист-паломник у святынь Тибета.
2. т.2 О Центральном Тибете; О монгольском переводе «Лам-рим чэн-по»; Цзонхава и его сочинение «Лам-рим чэн-по»; Материалы к русскому перевода «Лам-рим чэн-по»; Дневник поездки в Монголию в 1895 г.; Дневник поездки в Китай в 1909 г.; Дневник поездки в Ургу в 1927 г.; Забайкальское бурятское казачье войско; Культ огня у восточных бурят-монголов; Цагалган; Шаманизм у бурят-монголов; О национальных праздниках бурят; Монгольская письменность как орудие национальной культуры.

- Цыбиков Г. Ц. Буддист паломник у святынь Тибета. Издательство: Издание Русского Географического Общества. Петроград, 1918. (1919) 482 с.
  - Переиздавался репринтом в 1968—1975 гг. в Великобритании с данными: (репринт русского издания) Buddhist Pilgrim at the Holy Places of Tibet (1971-05) ISBN 0-576-03102-X Gregg Publishing, Farnborough, 1970.
- Цыбиков Г. Ц. Буддист-паломник у святынь Тибета. — М.: Ломоносовъ, 2011. — 344 с. ISBN 978-5-91678-113-7

### Переводы на русский язык
- Цыбиков Г. Ц. (ред., пер.) Лам-рим Чэн-по (Степени пути к блаженству). Соч. Цзонхавы в монгольском и русском переводах. 1. Низшая степень общего пути. Вып. 1. Монгольский перевод «Боди мури йехэ цзэргэ». Владивосток, 1910.
- Цыбиков Г. Ц. (ред., пер.) Лам-рим Чэн-по (Степени пути к блаженству). Соч. Цзонхавы в монгольском и русском переводах. 1. Низшая степень общего пути. Вып. 2. Русский перевод с предисловием и примечанием. Владивосток, 1913.

### На английском языке
- Tsybikoff, G. Ts. Lhasa and Central Tibet // Smithsonian (Washington D.C. National Museum) Report for 1903, Pages 727—746. Publication 1534 / Washington: Government Printing Office, 1904. Soft Board. Staple-fold Booklet. 8vo — over 7¾" — 9¾" tall. illustr. with 7 plates.
- Tsybikoff G., Journey to Lhasa. // The Geographical Journal, Vol. XXIII, 1-1904. The Royal Geographical Society, London, 1904

### На бурятском языке
- Цыбиков, Гомбожаб. Түбэд орон руу аяншлага. 1899—1902 онууд. (Г. Ц. Цыбиковэй замай тэмдэглэл)
// Байкал № 2 (стр. 131—145), № 6 (стр. 79-89), 1966.
- Цыбиков, Гомбожаб. Улаан-Баатар хото элгээгдэсэн буряадай эрдэмтэ секретарь Гомбожаб Цэбекович Цыбиковэй 1927 оной апрелиин 20 июниин 9 хүрэтэ ябасанай дневник
// Байкал № 2 (стр. 137—147), 1963.

### На китайском языке
- 崔比科夫、王献军 《佛教香客在圣地西藏》 西藏人民出版社, 1993。Gonbochzhab Tsėbekovich Tsybikov, Wang Xianjun (перевод) Fójiào xiāngkè zài shèngdì Xīzàng ISBN 7-223-00475-4, 9787223004756 Всего страниц: 342

### На монгольском языке
- Цыбиков, Гомбожав Цэбекович. Монгол, Төвдөөр зорчсон тэмдэглэл. Орчуулсан, моотгон Дарийн Бадамням; орчуулгын редактор, Ц. Cvxбаатар. 3-р хэвлэл. Description: 244 p. : ill., ports. ; 22 cm. Монсудар хэвлэлийн газар, Улаанбаатар, 2001.

### На польском языке
- Cybikow G., Buddyjski pielgrzym w świątyniach Tybetu, PIW 1975 (POLISH) / Cybikow, Gonbodżab: Buddyjski pielgrzym w świątyniach Tybetu, według dziennika prowadzonego w latach 1899—1902 / Tłumaczenie z rosyjskiego Buddist pałomnik u swiatyń Tibeta. Według dziennika prowadzonego w latach 1899—1902. Przelozyl Eugeniusz Piotr Melech. Seria: Rodowody Cywilizacji (tzw. ceramowska)/DUŻY CERAM / s. 284, ilustr. poza tekstem czarno-białych 24, barwnych 8 pł., obwol., 24 cm. Wydanie 1: 1975, Warszawa, Państwowy Instytut Wydawniczy. Format 230x170, okł. płócienna w obw. Nakład 17.290 egz.

### На французском языке
- Tsybikov G.T., Un pélerin bouddhiste au Tibet, 1899—1902, trad. du russe, Paris, Peuples du monde, 1992.

### На чешском языке
- Cybikov, C. G. Cesta k posvátným místům Tibetu / Vydáno: 2001 / Vazba: vázaná / Jazyk: český / ISBN 80-7203-392-1 / EAN 9788072033928
- Cybikov, Gonbožab Cebekovič. Cesta k posvátným místům Tibetu. Podle deníků vedených v letech 1899 až 1902 (Buddist palomnik u svjatyň Tibeta) / Kolmaš, Josef — překlad z ruštiny / LF, Praha, Vyšehrad 1987 (То же что и 2001, первое издание)

### Труды Цыбикова дополнительно

#### На русском языке
- Цыбиков Г. Ц. Дневник по поездке в Ургу (20.04-9.06.1927) Публикация Р. Е. Пубаева (сокр.) // Байкал, № 2, 1964. (хранился у его вдовы Лхамы Норбоевой, передан в РО БИОН СО АН СССР. В дальнейшем опубл. во 2 томе двухтомника)
- Цыбиков Г. Ц. О новом бурят-монгольском алфавите. // Бурятоведческий сборник, вып. 5, с. 54-57. Иркутск, 1928. (тж. в 1927 там же — Культ огня, Цагалган)
- Цыбиков Г. Ц. Монгольская письменность как орудие национальной культуры. Брошюра — Буручком (?), 1928.
- Цыбиков Г. Ц. Грамматика бурят-монгольского письменного языка. Буриад монгол-ун ном бичиг-ун хэлэн-у дурим. Буручком 1924 (также букварь для детей, 1925, и букварь для грамотных по-русски, 1927, 1929 — три издания, переводы Ленина 1928)
- Цыбиков Г. Ц. Буддист-паломник у святынь Тибета. (По дневникам, веденным в 1899—1902 гг.). Ок. 200 фотографий автора и из британских изданий. Петроград, 1919.
- Цыбиков Г. Ц. (ред., пер.) Лам-рим Чэн-по (Степени пути к блаженству). Соч. Цзонхавы в монгольском и русском переводах. 1. Низшая степень общего пути. Вып. 2. Русский перевод с предисловием и примечанием. Владивосток, 1913.
- Цыбиков Г. Ц. (ред., пер.) Лам-рим Чэн-по (Степени пути к блаженству). Соч. Цзонхавы в монгольском и русском переводах. 1. Низшая степень общего пути. Вып. 1. Монгольский перевод «Боди мури йехэ цзэргэ». Владивосток, 1910.
- Цыбиков Г. Ц. Пособие для изучения тибетского языка: Упражнения в разговорном и литературном языке и грамматические заметки. Ч. 1. Разговорная речь. Владивосток, 1908.
- Цыбиков Г. Ц. Монгольские тексты: образцы слога и орфографии современного делопроизводства для чтения 3-го курса Восточного ин-та. Владивосток, 1908.
- Цыбиков Г. Ц. Пособие для практического изучения монгольского языка. Владивосток, 1907. (выдержал 3 издания, 4 изд. см. Архивы)
- Цыбиков Г. Ц. Монгольские официальные бумаги: Учебное пособие для студентов Восточного ин-та. СПб, 1898.
- Цыбиков Г. Ц. О Центральном Тибете // Известия РГО. Т. 39, вып. 3. СПб, 1903. (переиздано в томе 2 двухтомника 1981 г.)
- Цыбиков Г. Ц. (составитель) Высочайше учрежденная под председательством статс-секретаря Куломзина комиссия для исследования землевладения и землепользования в Забайкальской области: Материалы. Вып. 15. Подати и повинности. СПб, 1898.

#### На английском языке
- Tsybikoff, G. Ts. Lhasa and Central Tibet // Smithsonian (Washington D.C. National Museum) Report for 1903, Pages 727—746. Publication 1534 / Washington: Government Printing Office, 1904. Soft Board. Staple-fold Booklet. 8vo — over 7¾" — 9¾" tall. illustr. with 7 plates.
- Tsybikoff G., Journey to Lhasa. // The Geographical Journal, Vol. XXIII, 1-1904. The Royal Geographical Society, London, 1904

### Архивные материалы
- Рукописный отдел Бурятского ин-та общественных наук СО АН СССР, ф. 5, оп. 1, д. 11, д. 16 (рукопись краткой истории монголов «Очерк Монголии») (РО БИОН СО АН СССР)
- Государственный архив Приморского Края, ф. 115, оп. 3, д. 1, л. 268, л. 249 (ГАПК) — История буддизма по Цыбикову? в предисловии первого тома двухтомника примечание 30 к предисловию Р. Пубаева имеет указание на этот архив после слов о негативном отношении некоторых востоковедов к переводной монгольской литературе.

### Биографические статьи
- Цыбиков Гонбочжаб Цэбекович — статья из Большой советской энциклопедии.
- Цыбиков Гомбожап Цэбекович на wiki.buryatia.org
- Гомбожаб Цэбекович Цыбиков на wiki города Томска
- Яньков Н. Д. «Открытие мира Майтрейи» на tibet.ru
- «Он проник в страну богов» на tibet.nakhodka.ru

### Отдельные факты
- Андреев А. И. «История первых фотографий Тибета и Лхасы»
- Константинова Т. «Намерен продолжить образование» (ранние годы Г. Цыбикова — статья, удалённая с сайта газеты «Забайкальский рабочий»)

### Упоминаемые объекты
- Агинский окружной краеведческий музей им. Г. Цыбикова на сайте Museum.ru
- Агинское — о поселке с описанием памятника Г. Цыбикову, музея, дома и др.